# Bond Minicar

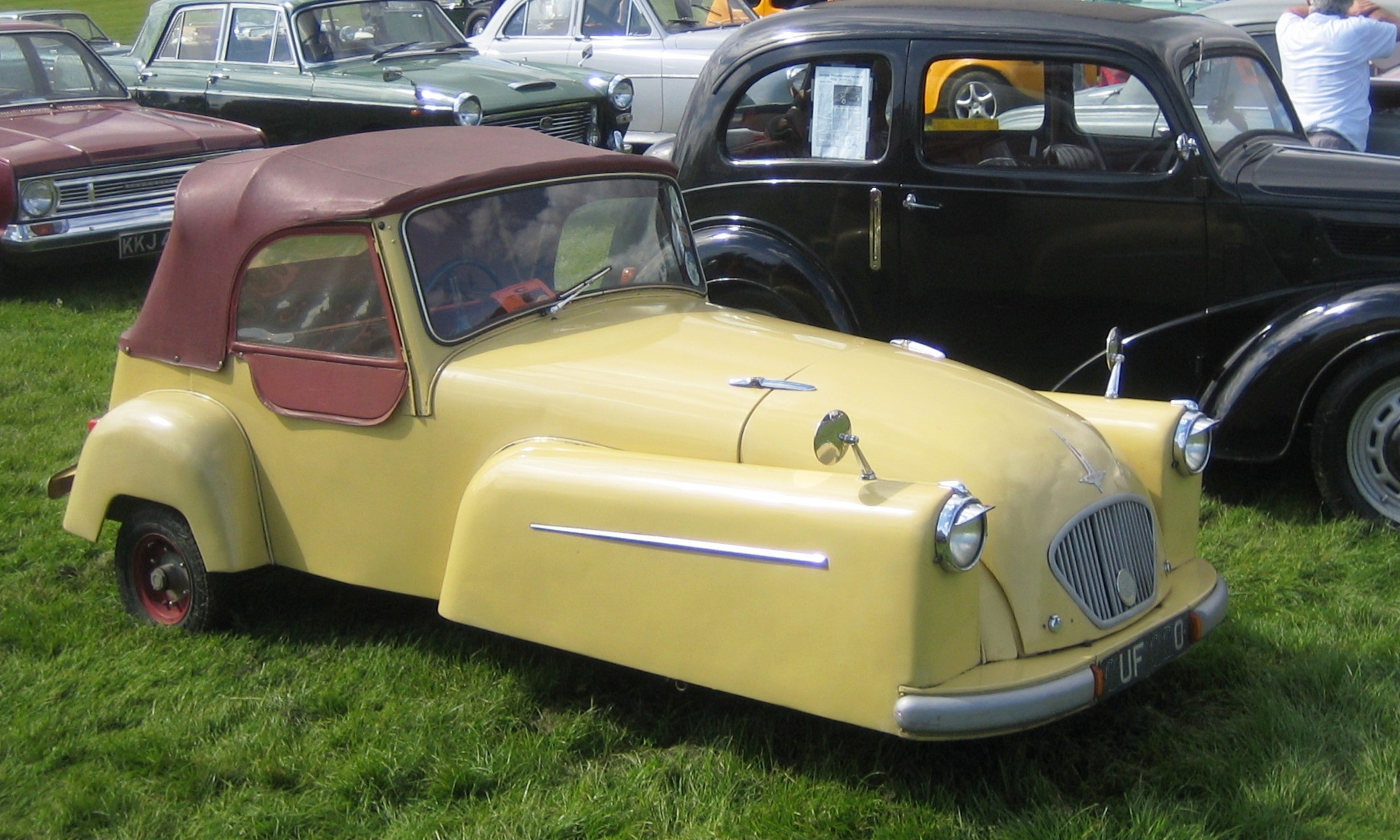
Bond Minicar Mk C 1956

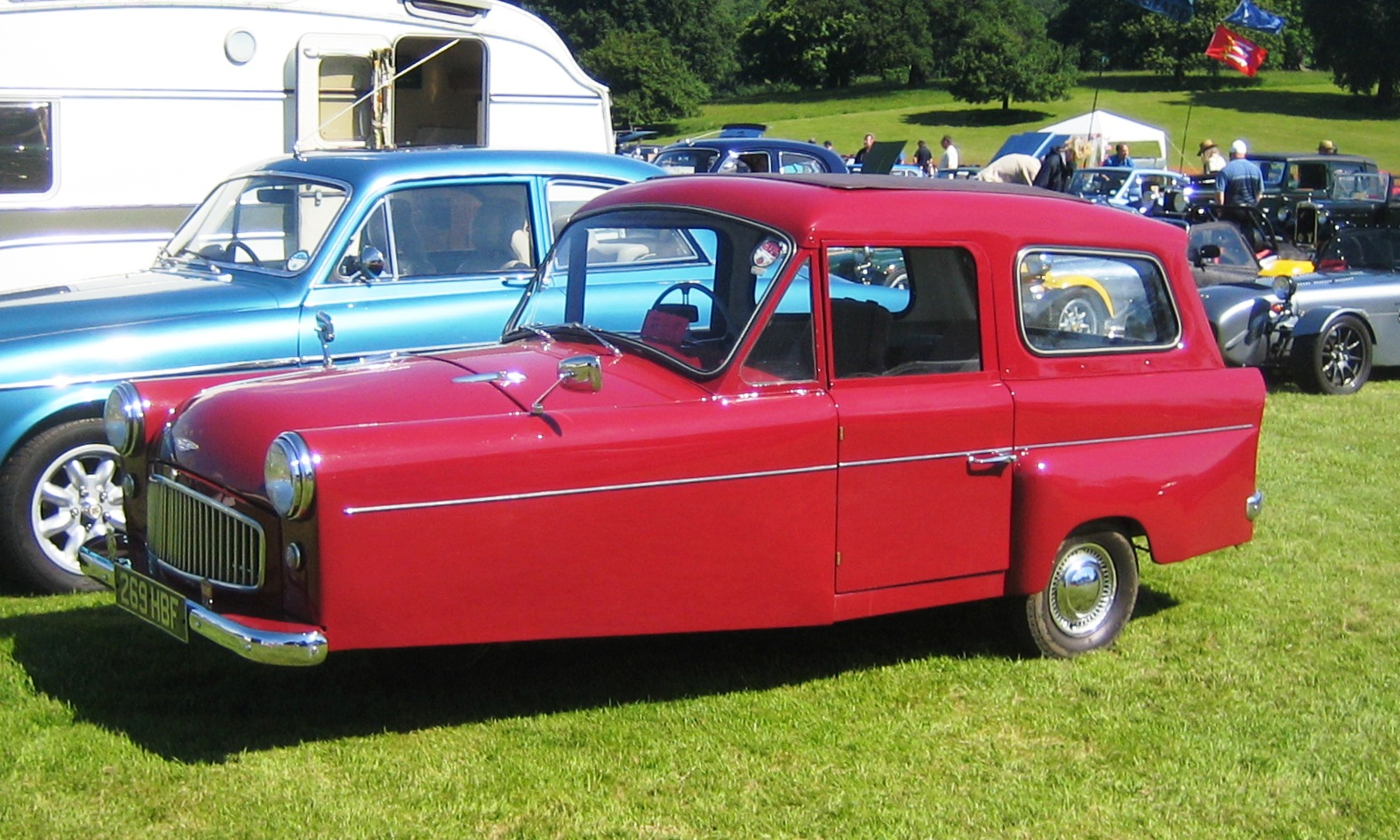
Bond Minicar Mark F

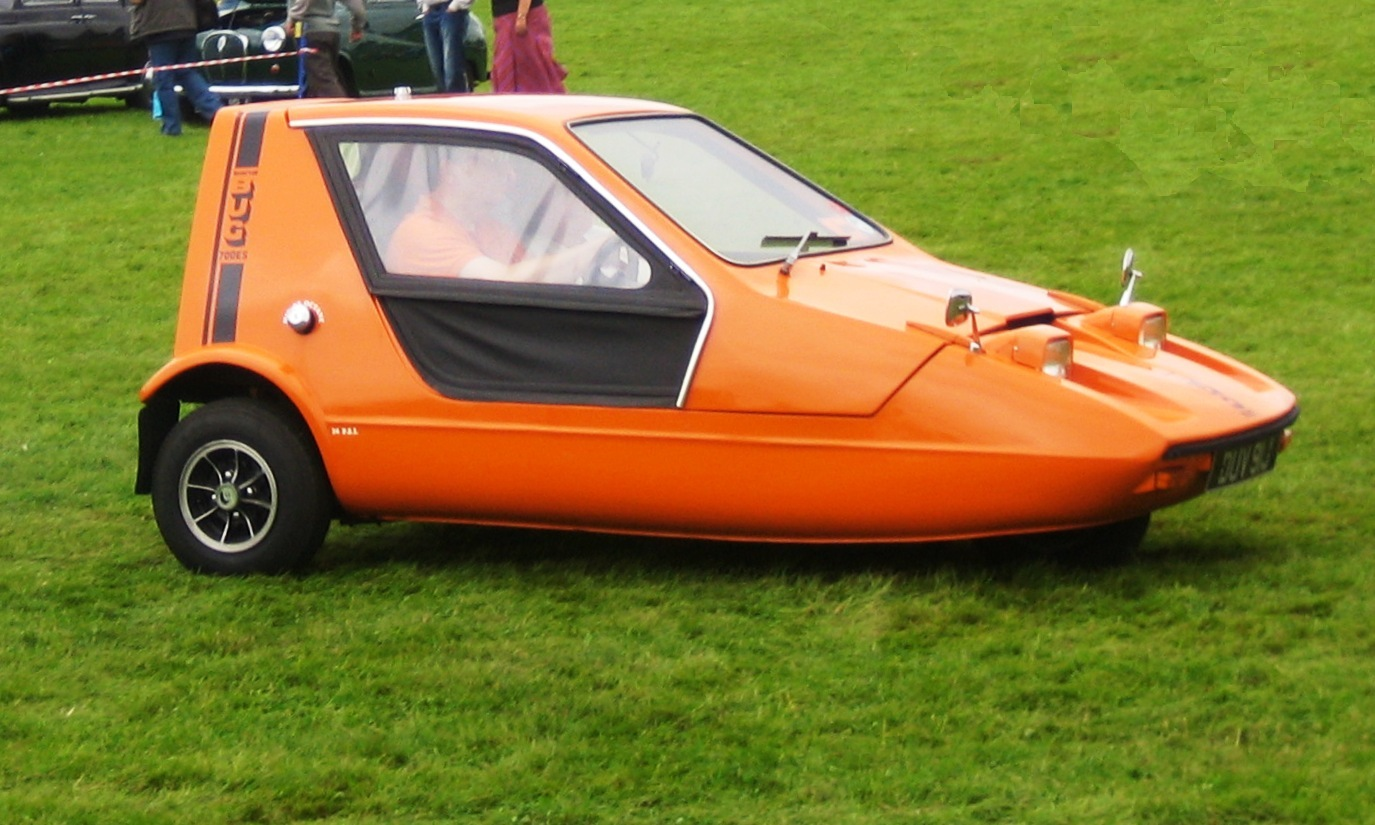
Bond Bug 1970

Bond Minicar var namnet på en serie engelska mikrobilar som tillverkades mellan 1949 och 1966.
Gemensamt för dem alla var att motorn av mc-typ (från Villiers) drev det ensamma framhjulet via en kedja. Motorn satt framför hjulet och följde med i svängrörelsen. Detta krävde både en stor ratt och gott om plats under huven. Den långa motorhuven är alltså snarare en nödvändighet än en tillfällighet.
En annan egenhet, som sammanhänger med motorarrangemanget, är den obetydliga vändradien. En Bond Minicar svänger i stort sett runt sin egen axel, det vill säga att om man står med nosen mot en vägg, ger man bara fullt hjulutslag och kör därifrån. En uppskattad egenskap, eftersom backväxel saknas.
Bilarna växte efterhand i storlek. Den sista modellen, Mark G, som kom 1961 hade en Villiers 250 cc fyrväxlad tvåtaktsmotor. Den gav 11,5 hk och förmådde driva upp ekipaget i 90 km/h. Karossen hade plats för två vuxna och två barn, och hade en längd på 3,10 meter, 5 centimeter längre än en BMC Mini! Bakrutan lutade på "fel håll" precis som Ford Anglia. Den sista vagnen av denna modell tillverkades i december 1966.
1968 köptes Bondfabriken upp av Reliant, den stora tillverkaren av trehjuliga fordon i England. Ännu en skapelse med Bondnamnet skulle komma ut 1970, Bond Bug. Denna lilla sportiga sak var byggd av Reliant med Reliants motor (700 cc, 29 hk) och chassi, och hade egentligen bara namnet gemensamt med Bond. Tillverkningen av den lades ned 1974, varvid namnet Bond gick i graven.